# کریستینا بلینگهون
کریستینا بلینگهون (انگلیسی: Christina Bellinghoven؛ زادهٔ ۶ اوت ۱۹۸۸) بازیکن فوتبال اهل آلمان است.
از باشگاه‌هایی که در آن بازی کرده‌است می‌توان به باشگاه فوتبال اف‌سی‌آر ۲۰۰۱ دویسبورگ و باشگاه فوتبال ۱.اف‌اف‌سی توربین پوتسدام اشاره کرد.